# Franko Lazić
Franko Lazić (Zágráb, 1998. február 25. ― ) Európa-bajnok horvát válogatott vízilíbdázó, a Jug Dubrovnik játékosa.

## Sportpályafutása
2016-ban ifjúsági világbajnokságot nyert, 2017-ben pedig junior világbajnoki ezüstérmes lett. 2022-ben tagja volt a Splitben Európa-bajnoki címet szerző horvát nemzeti válogatottnak. 2022 óta a Jug Dubrovnik játékosa, azelőtt a Mladost Zagreb együttesében pólózott.

## Eredményei

### Klubcsapattal

#### Mladost Zagreb
- Horvát bajnokság
  - Bajnok: 2021
  - Ezüstérmes: 2018, 2019, 2020
  - Bronzérmes: 2022

#### Jug Dubrovnik
- Horvát bajnokság
  - Ezüstérmes: 2023

### Válogatottal

#### Korosztályos válogatott
- Ifjúsági világbajnok (Podgorica, 2016)
- Junior világbajnoki ezüstérmes (Belgrád, 2017)

#### Felnőtt válogatott
- Világbajnoki 4. helyezett (Budapest, 2022)
- Európa-bajnok (Split, 2022)
- Világbajnoki 9. helyezett (Fukuoka, 2023)